# Ontherus alexis
Ontherus alexis är en skalbaggsart som beskrevs av Blanchard 1846. Ontherus alexis ingår i släktet Ontherus och familjen bladhorningar. Inga underarter finns listade i Catalogue of Life.